# Fontan
Fontan település Franciaországban, Alpes-Maritimes megyében. Lakosainak száma 309 fő (2022. január 1.). Fontan Saorge, La Brigue és Tende községekkel határos.

## Népesség
A település népességének változása:
| Lakosok száma | 326  | 253  | 230  | 300  | 323  | 352  | 341  | 317  | 315  | 309  |
|               | 1968 | 1982 | 1990 | 2006 | 2013 | 2015 | 2017 | 2019 | 2020 | 2022 |